# Abraham Robinson McIlvaine
Abraham Robinson McIlvaine (* 14. August 1804 in Ridley, Delaware County, Pennsylvania; † 22. August 1863 im  Chester County, Pennsylvania) war ein US-amerikanischer Politiker. Zwischen 1843 und 1849 vertrat er den Bundesstaat Pennsylvania im US-Repräsentantenhaus.

## Werdegang
Abraham McIlvaine besuchte die öffentlichen Schulen seiner Heimat und betätigte sich danach im Chester County in der Landwirtschaft. Politisch wurde er Mitglied der Whig Party. In den Jahren 1836 und 1837 war er Abgeordneter im Repräsentantenhaus von Pennsylvania. Bei den Kongresswahlen des Jahres 1842 wurde er im siebten Wahlbezirk von Pennsylvania in das US-Repräsentantenhaus in Washington, D.C. gewählt, wo er am 4. März 1843 die Nachfolge von John Westbrook antrat. Nach zwei Wiederwahlen konnte er bis zum 3. März 1849 drei Legislaturperioden im Kongress absolvieren. Diese waren von den Ereignissen des Mexikanisch-Amerikanischen Krieges geprägt.
Von 1843 bis 1845 leitete McIlvaine den Ausschuss zur Kontrolle der Ausgaben des Kriegsministeriums. Im Jahr 1848 wurde er von seiner Partei nicht mehr zur Wiederwahl nominiert. Nach dem Ende seiner Zeit im US-Repräsentantenhaus arbeitete er wieder in der Landwirtschaft. Außerdem wurde er im Eisengeschäft tätig. Abraham McIlvaine starb am 22. August 1863 auf seinem Anwesen Springton Manor Farm im Chester County.